# Coscinida ulleungensis
Coscinida ulleungensis är en spindelart som beskrevs av Paik 1995. Coscinida ulleungensis ingår i släktet Coscinida och familjen klotspindlar. Inga underarter finns listade i Catalogue of Life.